# Jeans (programma televisivo)
Jeans fu un programma televisivo musicale quotidiano in onda su Rai Tre dal settembre 1986 il pomeriggio alle 17:30 per due stagioni.

## Il programma

### Prima edizione: Jeans
Il programma rappresenta una vetrina per la musica indipendente italiana e ospita in studio band ed interpreti da tutta Italia, con la collaborazione di giornalisti e critici musicali delle riviste Ciao 2001 e Il Mucchio che commentano e promuovono, a fine esibizione, le performance degli artisti.
La trasmissione prende il posto, nella stessa fascia oraria destinata al pubblico giovanile, del programma L'Orecchiocchio di cui condivide lo stesso conduttore, Fabio Fazio.
Nel cast anche l'attore Giorgio Vignali e il marionettista Claudio Cinelli.
Autori del programma erano: Carla Vistarini, Pietro Galeotti, Felice Rossello, Fabio Fazio.

### Seconda edizione: Jeans 2
Nella stagione 1987/1988 fu proposta la seconda edizione dal titolo Jeans 2, che mantenne lo stesso cast e la stessa formula.
Moana Pozzi, conduttrice di una rubrica di consigli rivolti alle casalinghe, venne allontanata dopo poche puntate a causa della sua coeva carriera nel mondo dell'hard; fu sostituita da Simonetta Zauli.